# Uwe Deeken
Uwe Deeken (* 29. November 1941 in Hamburg; † 19. Juni 2018 in Roseto degli Abruzzi) war ein deutscher Theatergründer und -intendant.

## Leben
Uwe Deeken, ein Enkelsohn des Kolonialpolitikers Richard Deeken, besuchte das Hamburger Christianeum, brach die Schule aber nach der elften Klasse ohne Abitur ab. Nach einer Zwischenstation als Kameramann wandte er sich dem Kindertheater zu. Im Februar 1968 öffnete das von Deeken gegründete Allee-Theater Theater für Kinder in Hamburg-Altona als erstes privates Kindertheater der Bundesrepublik, das er seitdem leitete, bis 1976 oft zusammen mit dem Regisseur Eberhard Möbius, der sich dann dem Theaterprojekt Das Schiff zuwandte. 1977 begann die Zusammenarbeit mit seiner späteren Frau Barbara Hass, die das Allee-Theater auch in Richtung Musiktheater brachte.
Seit 1997 nutzt auch die ebenfalls von Deeken geleitete Hamburger Kammeroper das Allee-Theater.
2009 wurden Deeken und Hass mit der Biermann-Ratjen-Medaille des Hamburger Senats ausgezeichnet.